# Lophocebus ugandae
Il cercocebo dell'Uganda (Lophocebus ugandae Matschie, 1912) è un primate catarrino della famiglia dei cercopitecidi.
Veniva in passato considerato una popolazione locale di cercocebo dal mantello (Lophocebus albigena), endemica (come intuibile sia dal nome comune che da quello scientifico) dell'Uganda: rispetto alla specie albigena, presenta taglia inferiore e delle differenze piuttosto rilevanti nella costituzione cranica, come ad esempio la faccia di dimensioni minori in rapporto al cranio, il quale è nel complesso più appiattito rispetto a quello di L. albigena
Per questi motivi, lo studioso Colin Groves decise di studiare più approfonditamente la popolazione ugandese al fine di fare chiarezza sulla sua posizione tassonomica: tali studi culminarono il 16 febbraio del 2007, quando egli proclamò l'elevazione della popolazione ugandese di cercocebo dal mantello al rango di specie a sé stante.
Tuttavia, la comunità scientifica è ancora piuttosto scettica sull'effettiva validità tassonomica di tale decisione, e non pochi sono stati gli studiosi a scagliarsi contro di essa, ritenendo più opportuna l'elevazione della popolazione ugandese al massimo al rango di sottospecie di L. albigena (Lophocebus albigena ugandae), se non addirittura a lasciare le cose come stavano prima dell'intervento di Groves.